# 오시오역 (후쿠이현)
오시오역(일본어: 王子保駅, おうしおえき)은 일본 후쿠이현 에치젠시에 있는 해피라인 후쿠이의 철도역이다.

## 역 구조
상대식 2면 2선 구조의 지상역으로, 정류소로 취급되고 있다. 역사와 승강장들 사이로는 구름다리가 이어져 있다. 후쿠이 지역 철도부가 관리하는 간이 위탁역이다.

### 승강장
| 역사쪽 | ■ 해피라인 후쿠이선 | 쓰루가 · 마이바라 방면 |
| 반대쪽 | ■ 해피라인 후쿠이선 | 후쿠이 · 가나자와 방면 |

## 역세권 정보
- 국도 제8호선
- 국도 제365호선

## 역사
- 1927년 12월 20일 - 일본국유철도 호쿠리쿠 본선 사바나미 역 (지금의 난조 역) ~ 다케후 역 사이에 신설 개업.
- 1987년 4월 1일 - 민영화에 따라 서일본 여객철도의 소속이 되었다.
- 2024년 3월 16일: 호쿠리쿠 신칸센 가나자와역 ~ 쓰루가역 연장 개통에 따라, 해피라인 후쿠이로 이관됨.

## 인접역
| 해피라인 후쿠이 ■ 해피라인 후쿠이선 | 해피라인 후쿠이 ■ 해피라인 후쿠이선 | 해피라인 후쿠이 ■ 해피라인 후쿠이선 |
| ----------------------------------- | ----------------------------------- | ----------------------------------- |
| 난조 쓰루가 방면                    | 보통                                | 다케후 다이쇼지 방면                |